# Martin Minchev
Martin Minchev, né le 22 avril 2001 à Varna en Bulgarie est un footballeur international bulgare qui évolue au poste d'attaquant au Çaykur Rizespor.

## Biographie

### Tcherno More Varna
Natif de Varna en Bulgarie, Martin Minchev rejoint le club de sa ville natale, le Tcherno More, en 2008 alors qu'il n'a que sept ans.
Le 23 avril 2017, le lendemain de son 16e anniversaire, Minchev est lancé par son entraîneur Georgi Ivanov, qui lui permet de jouer son premier match en professionnel lors de la rencontre de championnat face au PFK Lokomotiv Plovdiv. Ce jour-là il entre en jeu et son équipe s'impose sur le score de trois buts à deux. En participant à ce match il devient le plus jeune joueur à disputer un match du championnat bulgare. Minchev prend part à quatre matchs lors de cette saison 2016-2017, sa première dans l'élite.
En juin 2017 il participe à un stage avec le Torino FC, il se fait alors remarquer avec l'équipe U17 en réalisant un triplé lors d'un match amical.
Martin Minchev devient un membre régulier de l'équipe première au cours de la saison 2017-2018. Il inscrit son premier but en professionnel le 30 mars 2018 lors de la victoire de son équipe face à l'OFK Pirin Blagoevgrad. Il est titulaire ce jour-là et c'est lui qui ouvre le score pour son équipe (2-1 pour le Tcherno More à la fin).

### Sparta Prague
Le 26 juin 2020 est officialisé le transfert de Martin Minchev au Sparta Prague, avec qui il signe un contrat courant jusqu'en juin 2024.

### En équipe nationale
Après des performances remarquables avec son club, Martin Minchev est appelé en mars 2019 par le sélectionneur Petar Houbtchev pour les matchs de  qualifications pour l'Euro 2020. Il honore sa première sélection avec l'équipe de Bulgarie le 22 mars 2019 contre le Monténégro. Ce jour-là Minchev entre en jeu à la place de Spas Delev et son équipe fait match nul (1-1).